# Szabó Béla (agrármérnök)
Szabó Béla (Piskolt, 1935. szeptember 20. –) erdélyi magyar agrármérnök, mezőgazdasági szakíró.

## Életútja, munkássága
A nagykárolyi Állattenyésztési Középiskolában érettségizett, majd 1960-ban a kolozsvári Mezőgazdasági Főiskolán szerzett agrármérnöki diplomát. 1991-ig a Szatmár megyében a piskolti termelőszövetkezetben, utána ugyanott a Községi Mezőgazdasági Központban dolgozott.
Első írása a Korunkban jelent meg (Vegyszeres gyomirtás és életszínvonal. 1958/11). Ezt követően számos szaktanulmányt közölt a burgonyatermesztésről és az öntözés problémáiról hazai, nagyrészt román nyelvű mezőgazdasági szaklapokban (Probleme Agricole, Horticultura, Hortinform), az Agrárfórumban A burgonya leromlásának fő okai sík vidéken és ennek megelőzése nyári ültetéssel címmel (2001/6).